# Снеферка
Снеферка је био староегипатски фараон. Владао је на крају прве египатске династије. Дужина његове владавине није позната, али сматра се да је била јако кратка.